# 足立区の町名
本項足立区の町名（あだちくのちょうめい）では、東京都足立区に存在する、または過去に存在した町名を一覧化するとともに、明治時代初期以来の区内の町名の変遷について説明する。

## 足立区の前史と行政区画の移り変わり
東京都足立区は、昭和7年（1932年）10月1日、従前の南足立郡千住町、西新井町、梅島町、江北村、綾瀬村、東淵江村、花畑村、淵江村、伊興村、舎人村（とねりむら）の3町7村の区域をもって成立した（当時は東京市の区であった）。以下、明治時代初期から足立区成立までの行政区画の変遷について略述する。

### 南足立郡成立まで
現在の足立区の区域は、かつては武蔵国足立郡のうちであった。足立郡の名は、古くは『続日本紀』にみえ、武蔵国東部の広範な地域を占めていた。かつての足立郡は大部分が現在の埼玉県に属し、南端の一部が現在の東京都足立区となっている。
現行の足立区にあたる地域は、近世には幕府領で、大部分が淵江領、一部が舎人領に属した。近世末には奥州街道の宿場であった千住宿のほか、以下の41村が存在した。
本木村、興野村（おきのむら）、西新井村、梅田村、島根村、栗原村、小右衛門新田、沼田村、鹿浜村、鹿浜新田、加々皿沼村、高野村（こうやむら）、谷在家村（やざいけむら）、宮城村、小台村（おだいむら）、堀之内村、次郎左衛門新田、弥五郎新田、五兵衛新田、伊藤谷村、佐野新田、北三谷村（きたさんやむら）、蒲原村（かばはらむら･かばらむら）、大谷田村、普賢寺村、長右衛門新田、花又村、内匠新田（たくみしんでん）、六ツ木村、久左衛門新田、長左衛門新田、久右衛門新田、嘉兵衛新田、辰沼新田、保木間村、六月村（ろくがつむら）、竹塚村（たけのづかむら）、伊興村、舎人村（とねりむら）、入谷村、古千谷村
明治維新以降、千住宿と足立郡南部の村々は武蔵知県事の支配を経て、明治2年1月（1869年2月）には小菅県に属した。明治4年7月（1871年8月）、廃藩置県が実施された。同年11月（1872年1月）、従来の東京府、品川県、小菅県が廃止されて、新しい東京府が設置され、足立郡のうち小菅県管轄だった部分も東京府に編入されることとなった。同じ時期に府内は6大区・97小区に分けられた（いわゆる大区小区制）。明治7年（1874年）3月、区割りが見直され、あらためて11大区・103小区が設置された。後に足立区となる区域は、このうちの第10大区第4〜6小区に属していた。なお、上に列挙した村のうち、舎人村は廃藩置県後は埼玉県に属し、明治8年（1875年）に東京府に編入されている。
千住宿は、近世には千住一〜五丁目、掃部宿（かもんじゅく）、河原町、橋戸町、小塚原町、中村町の10町に分かれていた。千住一〜五丁目は本宿とも呼ばれ、近世初頭に整備された千住宿の区域で、現行の千住一〜五丁目にあたる。掃部宿、河原町、橋戸町は現行の千住仲町、千住河原町、千住橋戸町に相当。隅田川の対岸（南）に位置する小塚原町と中村町は足立郡でなく豊島郡に属し、現行の荒川区南千住のうちである。これら10町は明治2年、千住一〜五丁目が千住宿北組、掃部宿、河原町、橋戸町が千住宿中組、小塚原町と中村町が千住宿南組と改められた（明治11年、千住北組・千住中組・千住南組に再改称）。
その後、郡区町村編制法の施行に伴い、大区小区制は廃止され、明治11年（1878年）11月2日、東京府下に15区6郡（荏原、南豊島、北豊島、東多摩、南足立、南葛飾）が置かれた。後に足立区となる区域は、このうちの南足立郡にあたる。その後、葛飾区との区境変更等があったものの、東京府南足立郡の範囲が現行の東京都足立区に相当するとみて大過ない。

### 東京市成立以降
明治22年（1889年）、市制・町村制が施行され、東京市（15区からなる）が成立、府下の6郡は、既存の町村が整理統合されて85町村となった。南足立郡では、千住北組・千住中組が千住町となり、他の41村は廃置分合（合併）により8村に編成された。なお、千住南組は明治11年以降、北豊島郡に属している。
新たに発足した千住町及び8村と、これらの前身である旧村名との対応は以下のとおりである。
- 千住町 - 千住北組、千住中組及び本木村、興野村、（旧）西新井村、島根村、栗原村、小右衛門新田の各一部[1]
- 西新井村 - 本木村、興野村、西新井村
- 梅島村 - 梅田村、島根村、栗原村、小右衛門新田
- 江北村 - 沼田村、鹿浜村、鹿浜新田、加々皿沼村、高野村、谷在家村、宮城村、小台村、堀之内村、
- 綾瀬村 - 次郎左衛門新田、弥五郎新田、五兵衛新田、伊藤谷村
- 東淵江村 - 佐野新田、北三谷村、蒲原村、大谷田村、普賢寺村、長右衛門新田、
- 花畑村 - 花又村、内匠新田、六ツ木村、久左衛門新田、長左衛門新田、久右衛門新田、嘉兵衛新田、辰沼新田、
- 淵江村 - 保木間村、六月村、竹塚村、伊興村、
- 舎人村 - 舎人村、入谷村、古千谷村

上に列挙した旧村名は、新たに設置された村の大字として存続した（例:本木村 → 西新井村大字本木）。明治24年（1891年）、淵江村の大字伊興が分離し、再度、伊興村となった（これにより、南足立郡は1町9村に）。昭和3年（1928年）、西新井村と梅島村が町制を施行し、それぞれ西新井町、梅島町となった（南足立郡は3町7村に）。
昭和7年（1932年）10月1日、東京市は周辺の5郡（荏原、北豊島、豊多摩、南足立、南葛飾）に属する82町村を編入し、いわゆる大東京市が成立した。なお、従前の6郡のうち、南豊島郡と東多摩郡が明治29年（1896年）に合併して豊多摩郡となっている。編入された82町村は20区に編成され、東京市は既存の15区と合わせ、35区から構成されることとなった。この時、上述の3町7村の区域をもって足立区が新設された。
昭和9年（1934年）、葛飾区柳原町（旧南葛飾郡南綾瀬村のうち）が、足立区に編入された。この区境変更は、荒川放水路（現・荒川）の開削により、柳原地区が葛飾区の主要部と分断されたことによる。
昭和18年（1943年）7月1日、東京府と東京市が廃止されて、新たに東京都が設置された。この時、足立区を含む35区は東京都直轄の区となった。昭和22年（1947年）3月15日、35区は22区（同年8月、板橋区から練馬区が分離して23区）に再編される。この時は足立区の区域に変更はなかった。

## 新旧町名

### 旧村名・大字名・町名
旧・千住町では、足立区成立の前年の1931年（昭和6年）、町内を大字で区分し、この大字名が足立区の成立後にも「千住」を冠する形で引き継がれた（例:千住町大字柳町 → 足立区千住柳町。大字本町だけは例外で、足立区成立後に「千住」と地名が変更されている）。区内の千住町以外の地区では、旧大字名（明治22年以前の旧村名）が、区成立後の町名に引き継がれたものと、名称変更されたものとがある。
- （地名が継承された例）南足立郡小右衛門新田 → 南足立郡梅島村大字小右衛門新田 → 足立区小右衛門町
- （地名が変更された例）南足立郡長左衛門新田 → 南足立郡花畑村大字長左衛門新田 → 足立区下谷中町

### 住居表示と町名地番整理
足立区では、1964年から順次区内の住居表示が実施されているが、2010年現在、千住地区・舎人地区の一部に住居表示未実施地区が存在する。なお、足立区では住居表示法施行以前の1958年から一部地域で町名地番整理が進められている。また、伊興地区、舎人地区では、1968年から1970年にかけて土地区画整理に伴う町名地番整理（住居表示法ではなく地方自治法に基づく町字名の変更）が実施されている。
住居表示実施により新たに成立した町名の中には、従前の町名・村名を継承せず、新たに命名されたものも多い。青井一〜六丁目の「青井」は、旧伊藤谷村の耕地名であった精出耕地（せいだしこうち）の「精」「耕」の2字の旁から命名したもの。弘道一・二丁目の「弘道」は、地元の小学校名に由来する。

### 飛地
住居表示実施以前の足立区の各町は、かつての耕地の所有関係を反映して、多くの飛地を有し、町界が複雑であった。栗原町と島根町は遠隔地に大規模な飛地があり、これらは後に独立して東栗原町、東島根町となった。小右衛門町、上沼田町、加賀皿沼町、北鹿浜町、入谷町、舎人町などは、1つのまとまったブロックではなく、多くの飛地の集合体であった。中でも入谷町と舎人町の境界は複雑で、入谷町内に舎人町の飛地が数十か所あり、舎人町の飛地の中にさらに入谷町の飛地があって、二重飛地になっている箇所もあった。

### 新旧地名対照表
以下は、住居表示・町名地番整理実施以前の、1960年現在の町名と現行町名の対照表である。
- 住居表示が1月1日に施行されている場合は、その前年を旧町名の廃止年とした。

| 町名 （1960年現在） | 町成立直前の旧地名                         | 町の成立年 | 町の廃止年  | 現町名 | 備考 |
| ------------------- | ------------------------------------------ | ---------- | ----------- | --- | --- |
| 千住一〜五丁目      | 千住町大字本町                             | 1932       | -           | 千住1〜5 | 1・4・5丁目は1980年住居表示実施 二・三丁目は存続、一・四・五丁目は町名のみ存続                                     |
| 千住旭町            | 千住町大字旭町                             | 1932       | -           | 千住旭町 | 1968年住居表示実施                                                                                                 |
| 千住東町            | 千住町大字東町                             | 1932       | 1968        | 千住東1・2                                                                                                  | |
| 千住関屋町          | 千住町大字関屋町                           | 1932       | -           | 千住関屋町                                                                                                  | 1968年住居表示実施                                                                                                 |
| 千住曙町            | 千住町大字曙町                             | 1932       | -           | 千住曙町 | 1968年住居表示実施                                                                                                 |
| 千住仲町            | 千住町大字仲町                             | 1932       | -           | 千住仲町 | 1980年住居表示実施                                                                                                 |
| 千住橋戸町          | 千住町大字橋戸町                           | 1932       | -           | 千住橋戸町                                                                                                  | 住居表示未実施 |
| 千住河原町          | 千住町大字河原町                           | 1932       | -           | 千住河原町                                                                                                  | 1980年住居表示実施                                                                                                 |
| 千住緑町            | 千住町大字緑町                             | 1932       | -           | 千住緑町1〜3                                                                                                | 2・3丁目は1990年住居表示実施、1丁目は2014年住居表示実施                                                            |
| 千住宮元町          | 千住町大字宮元町                           | 1932       | -           | 千住宮元町                                                                                                  | 1968年住居表示実施                                                                                                 |
| 千住中居町          | 千住町大字中居町                           | 1932       | -           | 千住中居町                                                                                                  | 1969年住居表示実施                                                                                                 |
| 千住寿町            | 千住町大字寿町                             | 1932       | -           | 千住寿町 | 1969年住居表示実施                                                                                                 |
| 千住大川町          | 千住町大字大川町                           | 1932       | -           | 千住大川町                                                                                                  | 1968年住居表示実施                                                                                                 |
| 千住柳町            | 千住町大字柳町                             | 1932       | -           | 千住柳町 | 1968年住居表示実施                                                                                                 |
| 千住竜田町          | 千住町大字竜田町                           | 1932       | -           | 千住竜田町                                                                                                  | 1968年住居表示実施                                                                                                 |
| 千住元町            | 千住町大字元町                             | 1932       | -           | 千住元町 | 1969年住居表示実施                                                                                                 |
| 千住桜木町          | 千住町大字桜木町                           | 1932       | 1970        | 千住桜木1・2                                                                                                | |
| 千住高砂町          | 千住町大字高砂町                           | 1932       | 1964        | 足立1〜3、梅田1                                                                                             | |
| 千住末広町          | 千住町大字末広町                           | 1932       | 1965        | 足立3・4、梅田7                                                                                             | |
| 千住若松町          | 千住町大字若松町                           | 1932       | 1964        | 中央本町2                                                                                                   | |
| 千住弥生町          | 千住町大字弥生町                           | 1932       | 1966        | 中央本町1・2、梅島1                                                                                         | |
| 千住栄町            | 千住町大字栄町                             | 1932       | 1966        | 中央本町1〜4、梅島1・2                                                                                      | |
| 千住八千代町        | 千住町大字八千代町                         | 1932       | 1970 (実質) | 梅田1・3・4、関原1                                                                                          | 荒川河川敷部分のみ1989年まで存続                                                                                   |
| 柳原町              | 南綾瀬村柳原                               | 1932       | 1962 (実質) | 柳原1・2 | もとは葛飾区の町名、1934年足立区に編入。荒川河川敷部分のみ1989年まで存続                                           |
| 日ノ出町一〜三丁目  | 綾瀬村弥五郎新田                           | 1932       | 1961 (実質) | 日ノ出町、足立2                                                                                             | 1934年、一部を葛飾区へ編入。1・3丁目は荒川河川敷部分のみ1989年まで存続。                                           |
| 五反野南町          | 綾瀬村弥五郎新田                           | 1932       | 1966        | 足立2・3、西綾瀬1〜4                                                                                        | |
| 五反野北町          | 綾瀬村弥五郎新田                           | 1932       | 1966        | 弘道1・2、青井3・4                                                                                          | |
| 伊藤谷北町          | 綾瀬村伊藤谷                               | 1932       | 1966        | 青井3・4 | |
| 伊藤谷西町          | 綾瀬村伊藤谷                               | 1932       | 1966        | 足立3、西綾瀬2・3、弘道1・2                                                                                 | |
| 伊藤谷東町          | 綾瀬村伊藤谷                               | 1932       | 1965        | 綾瀬4〜6 | |
| 伊藤谷本町          | 綾瀬村伊藤谷                               | 1932       | 1966        | 綾瀬1・3〜5、西綾瀬1・3・4                                                                                  | |
| 五兵衛町            | 綾瀬村五兵衛新田                           | 1932       | 1968        | 綾瀬3〜5・7、西綾瀬3・4、弘道2、青井3・4、加平1                                                             | |
| 二ツ家町            | 綾瀬村保木間                               | 1932       | 1966        | 青井（丁目不明）                                                                                            | もと保木間村飛地                                                                                                   |
| 四ツ家町            | 綾瀬村次郎左衛門新田                       | 1932       | 1966        | 弘道1・2、青井1〜4                                                                                          | |
| 普賢寺町            | 東淵江村普賢寺                             | 1932       | 1965        | 綾瀬2〜6、東綾瀬1〜3                                                                                        | |
| 北三谷町            | 東淵江村北三谷                             | 1932       | 1965 (実質) | 東綾瀬1〜3、東和1・2、谷中（丁目不明）、中川（丁目不明）                                                    | 1960年一部が北三谷町1・2丁目、東谷中町となり、1965年町名再変更。常磐線線路敷部分のみ1985年まで北三谷町として存続。 |
| 蒲原町              | 東淵江村蒲原                               | 1932       | 1965        | 東和1・3 | 1960年一部が蒲原町1〜3丁目、東谷中町となり、1965年町名再変更。                                                     |
| 大谷田町            | 東淵江村大谷田                             | 1932       | 1976        | 大谷田1〜5、佐野1、中川1・3・5、谷中2・3・5、東和（丁目不明）                                               | 1960年一部が大谷田町1〜3丁目・大谷田新町1・2丁目となり、1965年町名再変更。                                         |
| 長門町              | 東淵江村長右衛門新田                       | 1932       | 1973        | 中川1〜3、大谷田3・4                                                                                        | |
| 佐野町              | 東淵江村佐野新田                           | 1932       | 1976        | 大谷田2・5、六木1、谷中5、佐野1・2                                                                          | |
| 六木町              | 花畑村六ツ木                               | 1932       | 1978        | 佐野1・2、六木1〜4、神明2・3                                                                                | |
| 神明町              | 花畑村久左衛門新田                         | 1932       | 1978        | 神明1〜3、神明南1・2、六木3・4、北加平町                                                                    | |
| 内匠町              | 花畑村内匠新田（飛地）                     | 1932       | 1978        | 加平3、谷中4、神明南1                                                                                       | |
| 内匠本町            | 花畑村内匠新田                             | 1932       | 1978        | 南花畑3 | |
| 辰沼町              | 花畑村辰沼新田                             | 1932       | 1976        | 谷中3〜5、大谷田5、辰沼1・2                                                                                 | |
| 上谷中町            | 花畑村久右衛門新田                         | 1932       | 1976        | 大谷田4、谷中1〜5                                                                                           | |
| 下谷中町            | 花畑村長左衛門新田                         | 1932       | 1971        | 綾瀬6・7、加平1、谷中1・2                                                                                   | |
| 東加平町            | 花畑村嘉兵衛新田                           | 1932       | 1973 (実質) | 北加平町、綾瀬7、加平1〜3、谷中2・4                                                                         | ごく狭小な河川敷部分のみ1978年まで存続                                                                             |
| 西加平町            | 花畑村嘉兵衛新田                           | 1932       | 1975        | 青井4・5、西加平1・2、六町1                                                                                 | |
| 花畑町              | 花畑村花又                                 | 1932       | 1978        | 花畑1〜8、南花畑1〜5、北加平町、加平3、谷中4、辰沼2、六町3・4、保木間（一部）、神明（一部）、神明南（一部） | |
| 六町                | 足立区竹塚町、保木間町、六月町、花畑町     | 1936       | 1978        | 二ツ家1〜4、西加平1・2、六町1〜4                                                                            | 丁目なしの六町は1978年廃止                                                                                         |
| 東栗原町            | 足立区栗原町（飛地）                       | 1934       | 1975        | 青井5・6、中央本町1・3〜5、島根2、平野1〜3、一ツ家1〜4、西加平2                                             | |
| 東島根町            | 足立区島根町（飛地）                       | 1934       | 1975        | 青井1・2・4〜6、中央本町1・4・5、島根1・2、平野1〜3、一ツ家1・3                                             | |
| 小右衛門町          | 梅島村小右衛門新田                         | 1932       | 1975        | 青井1・2・5・6、中央本町1〜5、梅島2、島根1・2、平野1、梅田3、一ツ家1・3・4                                  | |
| 島根町              | 梅島村島根                                 | 1932       | 1967        | 梅田8、梅島1〜3、島根1〜4、六月1・2、                                                                       | |
| 栗原町              | 梅島村栗原                                 | 1932       | 1974        | 梅島3、竹の塚1、西新井1・2、島根2〜4、六月1・3、栗原1〜4、西新井栄町1〜3                                    | |
| 梅島町              | 足立区千住栄町、千住弥生町、島根町、梅田町 | 1945       | 1966        | 梅田7・8、梅島1・3                                                                                          | |
| 梅田町              | 梅島村梅田                                 | 1932       | 1970        | 足立4、梅田1〜8、中央本町3、梅島3、西新井栄町1、関原1〜3                                                    | |
| 本木町一〜六丁目    | 西新井町本木                               | 1932       | 1974 (実質) | 本木1・2、本木東町、本木西町、本木南町、本木北町、扇1、関原1・2、興野1・2、千住桜木2、小台1                 | 1・3〜6丁目の荒川河川敷部分のみ1989年まで存続                                                                      |
| 興野町              | 西新井町興野                               | 1932       | 1973        | 西新井本町3〜5、興野1・2、本木2、西新井栄町1・3                                                             | |
| 西新井町            | 西新井町西新井                             | 1932       | 1974        | 西新井1〜7、西新井本町1〜4、谷在家1、栗原3・4、扇2・3                                                       | |
| 小台町              | 江北村小台                                 | 1932       | 1966 (実質) | 小台1・2 | 荒川河川敷部分のみ1989年まで存続。1948年本木町6丁目を編入。                                                        |
| 小台大門町          | 江北村小台                                 | 1932       | 1969 (実質) | 江北2 | 荒川河川敷部分のみ1989年まで存続                                                                                   |
| 南宮城町            | 江北村宮城                                 | 1932       | 1966 (実質) | 宮城1・2、小台2                                                                                             | 1961年宮城町に改称。荒川河川敷部分のみ1989年まで存続。                                                             |
| 北宮城町            | 江北村宮城                                 | 1932       | 1974 (実質) | 江北1・2・4、西新井本町2、西新井7、扇2                                                                      | 荒川河川敷部分のみ1989年まで存続                                                                                   |
| 高野町              | 江北村高野                                 | 1932       | 1976        | 江北1・4～6、西新井本町2、谷在家1、西新井7、扇2・3                                                          | |
| 下沼田町            | 江北村沼田                                 | 1932       | 1974 (実質) | 江北1〜4、扇2                                                                                               | 荒川河川敷部分のみ1989年まで存続                                                                                   |
| 上沼田町            | 江北村沼田                                 | 1932       | 1987        | 西新井4・5・7、堀之内1・2、鹿浜4・7・8、江北2〜4・6・7、西新井本町2、谷在家1〜3、扇3、皿沼2・3、西伊興1     | |
| 北堀之内町          | 江北村堀ノ内                               | 1932       | 1971 (実質) | 椿1・2、堀之内1・2、江北1〜7、鹿浜1・4〜6                                                                   | 1934年までは北堀内町と表記。荒川河川敷部分のみ1989年まで存続。                                                     |
| 南堀之内町          | 江北村堀ノ内                               | 1932       | 1969 (実質) | 新田3、江北1〜4                                                                                             | 1934年までは南堀内町と表記。荒川河川敷部分のみ1989年まで存続。                                                     |
| 沼田川端町          | 江北村沼田                                 | 1932       | 1961        | 新田3 | |
| 新田上町            | 江北村鹿浜新田                             | 1932       | 1961 (実質) | 新田1 | 荒川河川敷部分のみ1989年まで存続                                                                                   |
| 新田下町            | 江北村鹿浜新田                             | 1932       | 1961        | 新田3 | |
| 南鹿浜町            | 江北村鹿浜                                 | 1932       | 1961 (実質) | 新田2 | 荒川河川敷部分のみ1989年まで存続                                                                                   |
| 北鹿浜町            | 江北村鹿浜                                 | 1932       | 1985 (実質) | 堀之内1・2、鹿浜1〜8、椿2、江北7、谷在家3、加賀1・2、皿沼1〜3、入谷7、舎人公園                              | 舎人公園内の狭小地のみ1997年まで存続。                                                                             |
| 加賀皿沼町          | 江北村加々皿沼                             | 1932       | 1985 (実質) | 鹿浜5・6・8、谷在家3、加賀1・2、皿沼1〜3、入谷7、西伊興1、舎人公園                                          | 舎人公園内の狭小地のみ1997年まで存続。。                                                                           |
| 谷在家町            | 江北村谷在家                               | 1932       | 1987        | 西新井5・7、谷在家1〜3、江北6、皿沼2、西伊興1                                                               | |
| 六月町              | 淵江村六月                                 | 1932       | 1978        | 竹の塚1・2、六月1〜3、東六月町                                                                              | |
| 保木間町            | 淵江村保木間                               | 1932       | 1978        | 保木間1〜5、西保木間1〜4、東保木間1・2、保塚町、花畑（一部）、南花畑（一部）                                | |
| 竹塚町              | 淵江村竹塚                                 | 1932       | 1975 (実質) | 竹の塚1・2・4〜7、西保木間1〜4、六月1、平野2・3、一ツ家1、保塚町、東伊興3                                   | 東武伊勢崎線の線路敷部分のみ1999年まで存続                                                                         |
| 伊興町前沼          | 伊興村字前沼                               | 1932       | 1999        | 竹の塚1・6、伊興本町1・2、西竹の塚2、東伊興3                                                                | |
| 伊興町見通          | 伊興村字見通                               | 1932       | 1987 (実質) | 竹の塚1、伊興3、西竹の塚1・2、伊興本町1（道路のみ）                                                         | 道路部分のみ1997年まで存続                                                                                         |
| 伊興町本町          | 伊興村字村廻耕地                           | 1932       | 1987 (実質) | 伊興1〜5、伊興本町1（道路のみ）                                                                             | 道路部分のみ1997年まで存続                                                                                         |
| 伊興町大境          | 伊興村字大境                               | 1932       | 1987        | 竹の塚1、伊興1・3、西竹の塚1                                                                                | |
| 伊興町諏訪木        | 伊興村字諏訪木                             | 1932       | 1987        | 西新井3・4、伊興1、西伊興1                                                                                  | 伊興1部分で、1987年まで残存                                                                                        |
| 伊興町一丁目        | 伊興村字一丁目                             | 1932       | 1967        | 伊興2、西伊興2                                                                                              | 「一丁目」は旧耕地名                                                                                               |
| 伊興町五反田        | 伊興村字五反田                             | 1932       | 1968        | 伊興2・5、西伊興2・3                                                                                        | |
| 伊興町槐戸          | 伊興村字槐戸                               | 1932       | 1968        | 西新井4、西伊興1                                                                                            | |
| 伊興町京伝          | 伊興村字京伝                               | 1932       | 1968        | 皿沼2・3、西伊興1～3、西伊興町                                                                              | |
| 伊興町番田          | 伊興村字番田                               | 1932       | 1968        | 古千谷本町2、伊興5、西伊興3・4                                                                              | |
| 伊興町吉浜          | 伊興村字吉浜                               | 1932       | 1968        | 伊興5、西伊興4                                                                                              | |
| 伊興町聖堂          | 伊興村字聖堂                               | 1932       | 1968        | 東伊興1 | |
| 伊興町五庵          | 伊興村字五庵                               | 1932       | 1997        | 東伊興1、伊興本町2                                                                                          | |
| 伊興町狭間          | 伊興村字狭間                               | 1932       | 2001        | 東伊興4、伊興本町2                                                                                          | |
| 伊興町白幡          | 伊興村字白幡                               | 1932       | 2001        | 竹の塚7、西保木間4、東伊興3・4                                                                              | |
| 伊興町谷下          | 伊興村字谷下                               | 1932       | 1999        | 西保木間4、東伊興2・3                                                                                       | |
| 古千谷町            | 舎人村古千谷                               | 1932       | 1995        | 古千谷1・2、古千谷本町1〜4、皿沼3（他に舎人、入谷、西伊興、東伊興の各一部）                                 | 1970年以降は毛長川北岸のごく狭小な町域のみが1995年まで存続。                                                       |
| 舎人町              | 舎人村舎人                                 | 1932       | -           | 舎人1〜6、入谷1〜9、舎人公園                                                                                | 一部存続 |
| 入谷町              | 舎人村入谷                                 | 1932       | -           | 入谷1〜9、舎人公園                                                                                          | 一部存続 |

町名地番整理後、あらためて住居表示が実施された町
- 新田一〜三丁目 - 1960年成立。もとは新田上町、新田下町、沼田川端町、南鹿浜町、南堀之内町の各一部。1966年住居表示（町名は新田一〜三丁目のまま変わらず）。
- 日吉町 - 1961年成立、1964年廃止。もとは日ノ出町三丁目、五反野南町の各一部。1964年住居表示（現・足立二丁目）。
- 本木東町、本木西町、本木南町、本木北町 - 各町とも1961年成立。もとは本木町一・三丁目、興野町の各一部。1968年住居表示（町名は本木東町、本木西町、本木南町、本木北町のまま変わらず）
- 千住緑町一〜三丁目 - 1958年成立。もとは「丁目」のない千住緑町。1990年、二・三丁目に住居表示実施。一丁目の住居表示は2014年実施。（町名は千住緑町一〜三丁目のまま変わらず）
- 柳原一・二丁目 - 1962年成立。もとは柳原町、千住曙町の各一部。1968年住居表示（町名は柳原一・二丁目のまま変わらず）
- 北加平町 - 1962年成立。もとは神明町、花畑町、内匠町、東加平町の各一部。1978年住居表示（町名は北加平町のまま変わらず。ただし、一部を谷中四丁目に編入）
- 神明南町 - 1963年成立、1978年廃止。もとは神明町、花畑町、内匠町、辰沼町の各一部。1978年住居表示（現・神明南一・二丁目）。
- 保塚町 - 1963年成立。もとは保木間町、竹塚町の各一部。1978年住居表示（町名は保塚町のまま変わらず）。
- 西六町 - 1963年成立、1978年廃止。もとは六町の一部。1978年住居表示（現・六町三丁目）。
- 大谷田町一〜三丁目 - 1960年成立、1965年廃止。もとは大谷田町、長門町、蒲原町の各一部。1965年住居表示（現・中川・東和のうち）。
- 大谷田新町一・二丁目 - 1960年成立、1973年廃止。もとは大谷田町の一部。1965・1973年住居表示（現・大谷田・東和のうち）。
- 北三谷町一・二丁目 - 1960年成立、1965年廃止。もとは北三谷町、蒲原町の各一部。1965年住居表示（現・東綾瀬・東和のうち）。
- 蒲原町一〜三丁目 - 1960年成立、1965年廃止。もとは蒲原町、長門町、北三谷町、大谷田町の各一部。1965年住居表示（現・東和のうち）。
- 東谷中町 - 1962年成立、1971年廃止。もとは上谷中町、下谷中町、蒲原町、長門町、北三谷町の各一部。1965・1971年住居表示（現・東和・谷中のうち）。
- 東伊興町 - 1968年成立、2001年廃止、もとは伊興町聖堂・白幡・狭間・五庵・谷下、竹塚町の各一部。1988年〜2001年住居表示（現・東伊興一〜四丁目）。
- 西伊興町 - 1968年成立、もとは伊興町吉浜・番田・五反田・京伝・一丁目の各全域と、伊興町諏訪木・槐戸の各一部。1987年〜1988年住居表示（現・西伊興一〜四丁目、西新井四丁目41〜45番）。

　旧西伊興町46番地は皿沼3－1､34へ。69～70番地が、西新井4丁目41～45番地へ。旧西伊興町42～44番が西伊興町として存続。（地名、番地は西伊興町42.43.44番。将来的には、舎人公園の住居表示になる予定）
- 舎人一〜五丁目 - 1969年成立、もとは舎人町の各一部。1993・1995年住居表示（町名は舎人一〜五丁目のまま変わらず。ただし、入谷町、舎人町、古千谷四丁目のそれぞれごく一部を編入。1985年、六丁目を新設）。
- 古千谷一〜五丁目 - 1970年成立、三・四・五丁目は1995年廃止。もとは古千谷町の一部。1995年住居表示（現･古千谷本町一〜四丁目。旧・古千谷町の残余全部と、入谷町、舎人一丁目、東伊興町のそれぞれごく一部を編入）。2010年現在、古千谷一・二丁目は存続。（将来的には、舎人公園の住居表示になる予定）

河川敷町名
以下の町は、荒川河川敷部分が住居表示実施対象外となり、河川敷のみの町名として形式的に存続していた。
新田上町、南鹿浜町、下沼田町、北堀之内町、南堀之内町、宮城町、北宮城町、小台町、小台大門町、本木町一・三〜六丁目、千住八千代町、日ノ出町一・三丁目、柳原町（この他、北鹿浜町も町域の大部分が河川敷内にあった。）
これらの町名は1989年5月15日付けで正式に廃止され、隣接の住居表示実施済み地区の町域に編入された。

## 現行行政地名
足立区では、ほぼ全域で住居表示に関する法律に基づく住居表示が実施されている。
| 町名           | 町名の読み             | 設置年月日    | 住居表示実施年月日 | 住居表示実施直前の町名 | 備考 |
| -------------- | ---------------------- | ------------- | ------------------ | ---------------------- | ---- |
| 千住一丁目     | せんじゅ               | 1932年10月1日 | 1980年8月1日       |                        |      |
| 千住二丁目     | せんじゅ               | 1932年10月1日 | 未実施             |                        |      |
| 千住三丁目     | せんじゅ               | 1932年10月1日 | 未実施             |                        |      |
| 千住四丁目     | せんじゅ               | 1932年10月1日 | 1980年8月1日       |                        |      |
| 千住五丁目     | せんじゅ               | 1932年10月1日 | 1980年8月1日       |                        |      |
| 千住曙町       | せんじゅあけぼのちょう | 1932年10月1日 | 1968年3月31日      |                        |      |
| 千住旭町       | せんじゅあさひちょう   | 1932年10月1日 | 1968年3月31日      |                        |      |
| 千住東一丁目   | せんじゅあずま         | 1932年10月1日 | 1968年3月31日      |                        |      |
| 千住東二丁目   | せんじゅあずま         | 1932年10月1日 | 1968年3月31日      |                        |      |
| 千住大川町     | せんじゅおおかわちょう | 1932年10月1日 | 1968年3月31日      |                        |      |
| 千住河原町     | せんじゅかわらちょう   | 1932年10月1日 | 1980年8月1日       |                        |      |
| 千住寿町       | せんじゅことぶきちょう | 1932年10月1日 | 1969年3月15日      |                        |      |
| 千住桜木一丁目 | せんじゅさくらぎ       | 1932年10月1日 | 1970年11月1日      |                        |      |
| 千住桜木二丁目 | せんじゅさくらぎ       | 1932年10月1日 | 1971年5月1日       |                        |      |
| 千住関屋町     | せんじゅせきやちょう   | 1932年10月1日 | 1968年3月31日      |                        |      |
| 千住龍田町     | せんじゅたつたちょう   | 1932年10月1日 | 1968年3月31日      |                        |      |
| 千住中居町     | せんじゅなかいちょう   | 1932年10月1日 | 1969年3月15日      |                        |      |
| 千住仲町       | せんじゅなかちょう     | 1932年10月1日 | 1980年8月1日       |                        |      |
| 千住橋戸町     | せんじゅはしどちょう   | 1932年10月1日 | 未実施             |                        |      |
| 千住緑町一丁目 | せんじゅみどりちょう   | 1932年10月1日 | 2014年11月12日     |                        |      |
| 千住緑町二丁目 | せんじゅみどりちょう   | 1932年10月1日 | 1990年11月12日     |                        |      |
| 千住緑町三丁目 | せんじゅみどりちょう   | 1932年10月1日 | 1990年11月12日     |                        |      |
| 千住宮元町     | せんじゅみやもとちょう | 1932年10月1日 | 1968年3月31日      |                        |      |
| 千住元町       | せんじゅもとまち       | 1932年10月1日 | 1969年3月15日      |                        |      |
| 千住柳町       | せんじゅやなぎちょう   | 1932年10月1日 | 1968年3月31日      |                        |      |
| 日ノ出町       | ひのでちょう           | 1932年10月1日 | 1968年3月31日      |                        |      |
| 柳原一丁目     | やなぎはら             | 1932年10月1日 | 1968年3月31日      |                        |      |
| 柳原二丁目     | やなぎはら             | 1932年10月1日 | 1968年3月31日      |                        |      |

| 町名             | 町名の読み           | 設置年月日    | 住居表示実施年月日 | 住居表示実施直前の町名 | 備考 |
| ---------------- | -------------------- | ------------- | ------------------ | ---------------------- | ---- |
| 扇一丁目         | おうぎ               | 1974年11月1日 | 1974年11月1日      |                        |      |
| 扇二丁目         | おうぎ               | 1974年11月1日 | 1974年11月1日      |                        |      |
| 扇三丁目         | おうぎ               | 1974年11月1日 | 1974年11月1日      |                        |      |
| 興野一丁目       | おきの               | 1968年12月1日 | 1968年12月1日      |                        |      |
| 興野二丁目       | おきの               | 1968年12月1日 | 1968年12月1日      |                        |      |
| 関原一丁目       | せきばら             | 1970年4月1日  | 1970年4月1日       |                        |      |
| 関原二丁目       | せきばら             | 1970年4月1日  | 1970年4月1日       |                        |      |
| 関原三丁目       | せきばら             | 1970年4月1日  | 1970年4月1日       |                        |      |
| 西新井一丁目     | にしあらい           | 1967年4月1日  | 1967年4月1日       |                        |      |
| 西新井二丁目     | にしあらい           | 1967年4月1日  | 1967年4月1日       |                        |      |
| 西新井三丁目     | にしあらい           | 1967年4月1日  | 1967年4月1日       |                        |      |
| 西新井四丁目     | にしあらい           | 1967年4月1日  | 1967年4月1日       |                        |      |
| 西新井五丁目     | にしあらい           | 1967年4月1日  | 1967年4月1日       |                        |      |
| 西新井六丁目     | にしあらい           | 1967年4月1日  | 1967年4月1日       |                        |      |
| 西新井七丁目     | にしあらい           | 1967年4月1日  | 1967年4月1日       |                        |      |
| 西新井本町一丁目 | にしあらいほんちょう | 1967年4月1日  | 1967年4月1日       |                        |      |
| 西新井本町二丁目 | にしあらいほんちょう | 1967年4月1日  | 1967年4月1日       |                        |      |
| 西新井本町三丁目 | にしあらいほんちょう | 1967年4月1日  | 1967年4月1日       |                        |      |
| 西新井本町四丁目 | にしあらいほんちょう | 1967年4月1日  | 1967年4月1日       |                        |      |
| 西新井本町五丁目 | にしあらいほんちょう | 1967年4月1日  | 1967年4月1日       |                        |      |
| 本木一丁目       | もとぎ               | 1969年8月1日  | 1969年8月1日       |                        |      |
| 本木二丁目       | もとぎ               | 1969年8月1日  | 1969年8月1日       |                        |      |
| 本木東町         | もとぎひがしまち     | 1967年8月1日  | 1967年8月1日       |                        |      |
| 本木西町         | もとぎにしまち       | 1967年8月1日  | 1967年8月1日       |                        |      |
| 本木南町         | もとぎみなみまち     | 1967年8月1日  | 1967年8月1日       |                        |      |
| 本木北町         | もとぎきたまち       | 1967年8月1日  | 1967年8月1日       |                        |      |

| 町名             | 町名の読み             | 設置年月日    | 住居表示実施年月日 | 住居表示実施直前の町名 | 備考 |
| ---------------- | ---------------------- | ------------- | ------------------ | ---------------------- | ---- |
| 梅田一丁目       | うめだ                 | 1965年4月1日  | 1965年4月1日       |                        |      |
| 梅田二丁目       | うめだ                 | 1965年4月1日  | 1965年4月1日       |                        |      |
| 梅田三丁目       | うめだ                 | 1965年4月1日  | 1965年4月1日       |                        |      |
| 梅田四丁目       | うめだ                 | 1965年4月1日  | 1965年4月1日       |                        |      |
| 梅田五丁目       | うめだ                 | 1965年4月1日  | 1965年4月1日       |                        |      |
| 梅田六丁目       | うめだ                 | 1965年4月1日  | 1965年4月1日       |                        |      |
| 梅田七丁目       | うめだ                 | 1965年4月1日  | 1965年4月1日       |                        |      |
| 梅田八丁目       | うめだ                 | 1965年4月1日  | 1965年4月1日       |                        |      |
| 梅島一丁目       | うめじま               | 1965年4月1日  | 1965年4月1日       |                        |      |
| 梅島二丁目       | うめじま               | 1965年4月1日  | 1965年4月1日       |                        |      |
| 梅島三丁目       | うめじま               | 1965年4月1日  | 1965年4月1日       |                        |      |
| 梅島四丁目       | うめじま               | 1965年4月1日  | 1965年4月1日       |                        |      |
| 栗原一丁目       | くりはら               | 1971年8月1日  | 1971年8月1日       |                        |      |
| 栗原二丁目       | くりはら               | 1971年8月1日  | 1971年8月1日       |                        |      |
| 栗原三丁目       | くりはら               | 1971年8月1日  | 1971年8月1日       |                        |      |
| 栗原四丁目       | くりはら               | 1971年8月1日  | 1971年8月1日       |                        |      |
| 島根一丁目       | しまね                 | 1965年1月1日  | 1965年1月1日       |                        |      |
| 島根二丁目       | しまね                 | 1965年1月1日  | 1965年1月1日       |                        |      |
| 島根三丁目       | しまね                 | 1965年1月1日  | 1965年1月1日       |                        |      |
| 島根四丁目       | しまね                 | 1965年1月1日  | 1965年1月1日       |                        |      |
| 中央本町一丁目   | ちゅうおうほんちょう   | 1966年4月1日  | 1966年4月1日       |                        |      |
| 中央本町二丁目   | ちゅうおうほんちょう   | 1966年4月1日  | 1966年4月1日       |                        |      |
| 中央本町三丁目   | ちゅうおうほんちょう   | 1966年4月1日  | 1966年4月1日       |                        |      |
| 中央本町四丁目   | ちゅうおうほんちょう   | 1966年4月1日  | 1966年4月1日       |                        |      |
| 中央本町五丁目   | ちゅうおうほんちょう   | 1966年4月1日  | 1966年4月1日       |                        |      |
| 西新井栄町一丁目 | にしあらいさかえちょう | 1973年5月1日  | 1973年5月1日       |                        |      |
| 西新井栄町二丁目 | にしあらいさかえちょう | 1973年5月1日  | 1973年5月1日       |                        |      |
| 西新井栄町三丁目 | にしあらいさかえちょう | 1973年5月1日  | 1973年5月1日       |                        |      |
| 一ツ家一丁目     | ひとつや               | 1975年10月1日 | 1975年10月1日      |                        |      |
| 一ツ家二丁目     | ひとつや               | 1975年10月1日 | 1975年10月1日      |                        |      |
| 一ツ家三丁目     | ひとつや               | 1975年10月1日 | 1975年10月1日      |                        |      |
| 一ツ家四丁目     | ひとつや               | 1975年10月1日 | 1975年10月1日      |                        |      |
| 平野一丁目       | ひらの                 | 1966年10月1日 | 1966年10月1日      |                        |      |
| 平野二丁目       | ひらの                 | 1966年10月1日 | 1966年10月1日      |                        |      |
| 平野三丁目       | ひらの                 | 1966年10月1日 | 1966年10月1日      |                        |      |

| 町名         | 町名の読み | 設置年月日    | 住居表示実施年月日 | 住居表示実施直前の町名 | 備考 |
| ------------ | ---------- | ------------- | ------------------ | ---------------------- | ---- |
| 小台一丁目   | おだい     | 1966年4月1日  | 1966年4月1日       |                        |      |
| 小台二丁目   | おだい     | 1966年4月1日  | 1966年4月1日       |                        |      |
| 加賀一丁目   | かが       | 1975年7月1日  | 1975年7月1日       |                        |      |
| 加賀二丁目   | かが       | 1975年7月1日  | 1975年7月1日       |                        |      |
| 江北一丁目   | こうほく   | 1969年8月1日  | 1969年8月1日       |                        |      |
| 江北二丁目   | こうほく   | 1969年8月1日  | 1969年8月1日       |                        |      |
| 江北三丁目   | こうほく   | 1969年8月1日  | 1969年8月1日       |                        |      |
| 江北四丁目   | こうほく   | 1969年8月1日  | 1969年8月1日       |                        |      |
| 江北五丁目   | こうほく   | 1969年8月1日  | 1969年8月1日       |                        |      |
| 江北六丁目   | こうほく   | 1969年8月1日  | 1969年8月1日       |                        |      |
| 江北七丁目   | こうほく   | 1969年8月1日  | 1969年8月1日       |                        |      |
| 皿沼一丁目   | さらぬま   | 1975年4月1日  | 1975年4月1日       |                        |      |
| 皿沼二丁目   | さらぬま   | 1975年4月1日  | 1975年4月1日       |                        |      |
| 皿沼三丁目   | さらぬま   | 1975年4月1日  | 1975年4月1日       |                        |      |
| 鹿浜一丁目   | しかはま   | 1968年12月1日 | 1968年12月1日      |                        |      |
| 鹿浜二丁目   | しかはま   | 1968年12月1日 | 1968年12月1日      |                        |      |
| 鹿浜三丁目   | しかはま   | 1968年12月1日 | 1968年12月1日      |                        |      |
| 鹿浜四丁目   | しかはま   | 1968年12月1日 | 1968年12月1日      |                        |      |
| 鹿浜五丁目   | しかはま   | 1968年12月1日 | 1968年12月1日      |                        |      |
| 鹿浜六丁目   | しかはま   | 1968年12月1日 | 1968年12月1日      |                        |      |
| 鹿浜七丁目   | しかはま   | 1968年12月1日 | 1968年12月1日      |                        |      |
| 鹿浜八丁目   | しかはま   | 1968年12月1日 | 1968年12月1日      |                        |      |
| 新田一丁目   | しんでん   | 1966年4月1日  | 1966年4月1日       |                        |      |
| 新田二丁目   | しんでん   | 1966年4月1日  | 1966年4月1日       |                        |      |
| 新田三丁目   | しんでん   | 1966年4月1日  | 1966年4月1日       |                        |      |
| 椿一丁目     | つばき     | 1967年8月1日  | 1967年8月1日       |                        |      |
| 椿二丁目     | つばき     | 1967年8月1日  | 1967年8月1日       |                        |      |
| 堀之内一丁目 | ほりのうち | 1989年5月15日 | 1989年5月15日      |                        |      |
| 堀之内二丁目 | ほりのうち | 1989年5月15日 | 1989年5月15日      |                        |      |
| 宮城一丁目   | みやぎ     | 1989年5月15日 | 1989年5月15日      |                        |      |
| 宮城二丁目   | みやぎ     | 1989年5月15日 | 1989年5月15日      |                        |      |
| 谷在家一丁目 | やざいけ   | 1975年7月1日  | 1975年7月1日       |                        |      |
| 谷在家二丁目 | やざいけ   | 1975年7月1日  | 1975年7月1日       |                        |      |
| 谷在家三丁目 | やざいけ   | 1975年7月1日  | 1975年7月1日       |                        |      |

| 町名             | 町名の読み       | 設置年月日    | 住居表示実施年月日 | 住居表示実施直前の町名 | 備考 |
| ---------------- | ---------------- | ------------- | ------------------ | ---------------------- | ---- |
| 入谷一丁目       | いりや           | 1993年4月1日  | 1993年4月1日       |                        |      |
| 入谷二丁目       | いりや           | 1993年4月1日  | 1993年4月1日       |                        |      |
| 入谷三丁目       | いりや           | 1993年4月1日  | 1993年4月1日       |                        |      |
| 入谷四丁目       | いりや           | 1993年4月1日  | 1993年4月1日       |                        |      |
| 入谷五丁目       | いりや           | 1993年4月1日  | 1993年4月1日       |                        |      |
| 入谷六丁目       | いりや           | 1993年4月1日  | 1993年4月1日       |                        |      |
| 入谷七丁目       | いりや           | 1993年4月1日  | 1993年4月1日       |                        |      |
| 入谷八丁目       | いりや           | 1993年4月1日  | 1993年4月1日       |                        |      |
| 入谷九丁目       | いりや           | 1993年4月1日  | 1993年4月1日       |                        |      |
| 入谷町           | いりやちょう     | 1932年4月1日  | 未実施             |                        |      |
| 古千谷一丁目     | こじや           | 1970年4月1日  | 未実施             |                        |      |
| 古千谷二丁目     | こじや           | 1970年4月1日  | 未実施             |                        |      |
| 古千谷本町一丁目 | こじやほんちょう | 1995年7月24日 | 1995年7月24日      |                        |      |
| 古千谷本町二丁目 | こじやほんちょう | 1995年7月24日 | 1995年7月24日      |                        |      |
| 古千谷本町三丁目 | こじやほんちょう | 1995年7月24日 | 1995年7月24日      |                        |      |
| 古千谷本町四丁目 | こじやほんちょう | 1995年7月24日 | 1995年7月24日      |                        |      |
| 舎人一丁目       | とねり           | 1993年8月1日  | 1993年8月1日       |                        |      |
| 舎人二丁目       | とねり           | 1993年8月1日  | 1993年8月1日       |                        |      |
| 舎人三丁目       | とねり           | 1993年8月1日  | 1993年8月1日       |                        |      |
| 舎人四丁目       | とねり           | 1993年8月1日  | 1993年8月1日       |                        |      |
| 舎人五丁目       | とねり           | 1993年8月1日  | 1993年8月1日       |                        |      |
| 舎人六丁目       | とねり           | 1993年8月1日  | 1993年8月1日       |                        |      |
| 舎人公園         | とねりこうえん   | 1997年3月1日  | 1997年3月1日       |                        |      |
| 舎人町           | とねりちょう     | 1932年4月1日  | 未実施             |                        |      |

| 町名           | 町名の読み           | 設置年月日     | 住居表示実施年月日 | 住居表示実施直前の町名 | 備考 |
| -------------- | -------------------- | -------------- | ------------------ | ---------------------- | ---- |
| 竹の塚一丁目   | たけのつか           | 1966年4月1日   | 1966年4月1日       |                        |      |
| 竹の塚二丁目   | たけのつか           | 1966年4月1日   | 1966年4月1日       |                        |      |
| 竹の塚三丁目   | たけのつか           | 1966年4月1日   | 1966年4月1日       |                        |      |
| 竹の塚四丁目   | たけのつか           | 1966年4月1日   | 1966年4月1日       |                        |      |
| 竹の塚五丁目   | たけのつか           | 1966年4月1日   | 1966年4月1日       |                        |      |
| 竹の塚六丁目   | たけのつか           | 1966年4月1日   | 1966年4月1日       |                        |      |
| 竹の塚七丁目   | たけのつか           | 1966年4月1日   | 1966年4月1日       |                        |      |
| 西保木間一丁目 | にしほきま           | 1966年11月11日 | 1966年11月11日     |                        |      |
| 西保木間二丁目 | にしほきま           | 1966年11月11日 | 1966年11月11日     |                        |      |
| 西保木間三丁目 | にしほきま           | 1966年11月11日 | 1966年11月11日     |                        |      |
| 西保木間四丁目 | にしほきま           | 1966年11月11日 | 1966年11月11日     |                        |      |
| 東保木間一丁目 | ひがしほきま         | 1968年12月1日  | 1968年12月1日      |                        |      |
| 東保木間二丁目 | ひがしほきま         | 1968年12月1日  | 1968年12月1日      |                        |      |
| 東六月町       | ひがしろくがつちょう | 1967年5月1日   | 1967年5月1日       |                        |      |
| 保木間一丁目   | ほきま               | 1968年12月1日  | 1968年12月1日      |                        |      |
| 保木間二丁目   | ほきま               | 1968年12月1日  | 1968年12月1日      |                        |      |
| 保木間三丁目   | ほきま               | 1978年2月1日   | 1978年2月1日       |                        |      |
| 保木間四丁目   | ほきま               | 1978年2月1日   | 1978年2月1日       |                        |      |
| 保木間五丁目   | ほきま               | 1978年2月1日   | 1978年2月1日       |                        |      |
| 保塚町         | ほづかちょう         | 1978年2月1日   | 1978年2月1日       |                        |      |
| 六月一丁目     | ろくがつ             | 1967年5月1日   | 1967年5月1日       |                        |      |
| 六月二丁目     | ろくがつ             | 1967年5月1日   | 1967年5月1日       |                        |      |
| 六月三丁目     | ろくがつ             | 1967年5月1日   | 1967年5月1日       |                        |      |
| 六町一丁目     | ろくちょう           | 1967年5月1日   | 1967年5月1日       |                        |      |
| 六町二丁目     | ろくちょう           | 1967年5月1日   | 1967年5月1日       |                        |      |
| 六町三丁目     | ろくちょう           | 1967年5月1日   | 1967年5月1日       |                        |      |
| 六町四丁目     | ろくちょう           | 1967年5月1日   | 1967年5月1日       |                        |      |

| 町名           | 町名の読み       | 設置年月日     | 住居表示実施年月日 | 住居表示実施直前の町名 | 備考 |
| -------------- | ---------------- | -------------- | ------------------ | ---------------------- | ---- |
| 伊興一丁目     | いこう           | 1987年10月10日 | 1987年10月10日     |                        |      |
| 伊興二丁目     | いこう           | 1987年10月10日 | 1987年10月10日     |                        |      |
| 伊興三丁目     | いこう           | 1987年10月10日 | 1987年10月10日     |                        |      |
| 伊興四丁目     | いこう           | 1987年10月10日 | 1987年10月10日     |                        |      |
| 伊興五丁目     | いこう           | 1987年10月10日 | 1987年10月10日     |                        |      |
| 伊興本町一丁目 | いこうほんちょう | 1997年10月1日  | 1997年10月1日      |                        |      |
| 伊興本町二丁目 | いこうほんちょう | 1997年10月1日  | 1997年10月1日      |                        |      |
| 西伊興一丁目   | にしいこう       | 1987年10月10日 | 1987年10月10日     |                        |      |
| 西伊興二丁目   | にしいこう       | 1987年10月10日 | 1987年10月10日     |                        |      |
| 西伊興三丁目   | にしいこう       | 1987年10月10日 | 1987年10月10日     |                        |      |
| 西伊興四丁目   | にしいこう       | 1987年10月10日 | 1987年10月10日     |                        |      |
| 西伊興町       | にしいこうちょう | 1968年4月1日   | 未実施             |                        |      |
| 西竹の塚一丁目 | にしたけのつか   | 1987年4月1日   | 1987年4月1日       |                        |      |
| 西竹の塚二丁目 | にしたけのつか   | 1997年4月1日   | 1997年4月1日       |                        |      |
| 東伊興一丁目   | ひがしいこう     | 1988年5月15日  | 1988年5月15日      |                        |      |
| 東伊興二丁目   | ひがしいこう     | 1988年5月15日  | 1988年5月15日      |                        |      |
| 東伊興三丁目   | ひがしいこう     | 1988年5月15日  | 1988年5月15日      |                        |      |
| 東伊興四丁目   | ひがしいこう     | 1988年5月15日  | 1988年5月15日      |                        |      |

| 町名         | 町名の読み   | 設置年月日    | 住居表示実施年月日 | 住居表示実施直前の町名 | 備考 |
| ------------ | ------------ | ------------- | ------------------ | ---------------------- | ---- |
| 大谷田一丁目 | おおやた     | 1976年4月1日  | 1976年4月1日       |                        |      |
| 大谷田二丁目 | おおやた     | 1976年4月1日  | 1976年4月1日       |                        |      |
| 大谷田三丁目 | おおやた     | 1976年4月1日  | 1976年4月1日       |                        |      |
| 大谷田四丁目 | おおやた     | 1976年4月1日  | 1976年4月1日       |                        |      |
| 大谷田五丁目 | おおやた     | 1976年4月1日  | 1976年4月1日       |                        |      |
| 佐野一丁目   | さの         | 1976年10月1日 | 1976年10月1日      |                        |      |
| 佐野二丁目   | さの         | 1976年10月1日 | 1976年10月1日      |                        |      |
| 東和一丁目   | とうわ       | 1965年4月1日  | 1965年4月1日       |                        |      |
| 東和二丁目   | とうわ       | 1965年4月1日  | 1965年4月1日       |                        |      |
| 東和三丁目   | とうわ       | 1965年4月1日  | 1965年4月1日       |                        |      |
| 東和四丁目   | とうわ       | 1965年4月1日  | 1965年4月1日       |                        |      |
| 東和五丁目   | とうわ       | 1965年4月1日  | 1965年4月1日       |                        |      |
| 中川一丁目   | なかがわ     | 1965年5月1日  | 1965年5月1日       |                        |      |
| 中川二丁目   | なかがわ     | 1965年5月1日  | 1965年5月1日       |                        |      |
| 中川三丁目   | なかがわ     | 1965年5月1日  | 1965年5月1日       |                        |      |
| 中川四丁目   | なかがわ     | 1965年5月1日  | 1965年5月1日       |                        |      |
| 中川五丁目   | なかがわ     | 1965年5月1日  | 1965年5月1日       |                        |      |
| 東綾瀬一丁目 | ひがしあやせ | 1965年5月1日  | 1965年5月1日       |                        |      |
| 東綾瀬二丁目 | ひがしあやせ | 1965年5月1日  | 1965年5月1日       |                        |      |
| 東綾瀬三丁目 | ひがしあやせ | 1965年5月1日  | 1965年5月1日       |                        |      |

| 町名         | 町名の読み | 設置年月日    | 住居表示実施年月日 | 住居表示実施直前の町名 | 備考 |
| ------------ | ---------- | ------------- | ------------------ | ---------------------- | ---- |
| 青井一丁目   | あおい     | 1966年1月1日  | 1966年1月1日       |                        |      |
| 青井二丁目   | あおい     | 1966年1月1日  | 1966年1月1日       |                        |      |
| 青井三丁目   | あおい     | 1966年1月1日  | 1966年1月1日       |                        |      |
| 青井四丁目   | あおい     | 1966年1月1日  | 1966年1月1日       |                        |      |
| 青井五丁目   | あおい     | 1966年1月1日  | 1966年1月1日       |                        |      |
| 青井六丁目   | あおい     | 1966年1月1日  | 1966年1月1日       |                        |      |
| 足立一丁目   | あだち     | 1964年7月1日  | 1964年7月1日       |                        |      |
| 足立二丁目   | あだち     | 1964年7月1日  | 1964年7月1日       |                        |      |
| 足立三丁目   | あだち     | 1964年7月1日  | 1964年7月1日       |                        |      |
| 足立四丁目   | あだち     | 1964年7月1日  | 1964年7月1日       |                        |      |
| 綾瀬一丁目   | あやせ     | 1965年5月1日  | 1965年5月1日       |                        |      |
| 綾瀬二丁目   | あやせ     | 1965年5月1日  | 1965年5月1日       |                        |      |
| 綾瀬三丁目   | あやせ     | 1965年5月1日  | 1965年5月1日       |                        |      |
| 綾瀬四丁目   | あやせ     | 1965年5月1日  | 1965年5月1日       |                        |      |
| 綾瀬五丁目   | あやせ     | 1965年5月1日  | 1965年5月1日       |                        |      |
| 綾瀬六丁目   | あやせ     | 1965年5月1日  | 1965年5月1日       |                        |      |
| 綾瀬七丁目   | あやせ     | 1968年12月1日 | 1968年12月1日      |                        |      |
| 弘道一丁目   | こうどう   | 1966年1月1日  | 1966年1月1日       |                        |      |
| 弘道二丁目   | こうどう   | 1966年1月1日  | 1966年1月1日       |                        |      |
| 西綾瀬一丁目 | にしあやせ | 1966年1月1日  | 1966年1月1日       |                        |      |
| 西綾瀬二丁目 | にしあやせ | 1966年1月1日  | 1966年1月1日       |                        |      |
| 西綾瀬三丁目 | にしあやせ | 1966年1月1日  | 1966年1月1日       |                        |      |
| 西綾瀬四丁目 | にしあやせ | 1966年1月1日  | 1966年1月1日       |                        |      |

| 町名         | 町名の読み       | 設置年月日    | 住居表示実施年月日 | 住居表示実施直前の町名 | 備考 |
| ------------ | ---------------- | ------------- | ------------------ | ---------------------- | ---- |
| 加平一丁目   | かへい           | 1968年12月1日 | 1968年12月1日      |                        |      |
| 加平二丁目   | かへい           | 1968年12月1日 | 1968年12月1日      |                        |      |
| 加平三丁目   | かへい           | 1968年12月1日 | 1968年12月1日      |                        |      |
| 北加平町     | きたかへいちょう | 1932年10月1日 | 1978年4月1日       |                        |      |
| 神明一丁目   | しんめい         | 1978年4月1日  | 1978年4月1日       |                        |      |
| 神明二丁目   | しんめい         | 1978年4月1日  | 1978年4月1日       |                        |      |
| 神明三丁目   | しんめい         | 1978年4月1日  | 1978年4月1日       |                        |      |
| 神明南一丁目 | しんめいみなみ   | 1978年4月1日  | 1978年4月1日       |                        |      |
| 神明南二丁目 | しんめいみなみ   | 1978年4月1日  | 1978年4月1日       |                        |      |
| 辰沼一丁目   | たつぬま         | 1976年10月1日 | 1976年10月1日      |                        |      |
| 辰沼二丁目   | たつぬま         | 1976年10月1日 | 1976年10月1日      |                        |      |
| 西加平一丁目 | にしかへい       | 1975年11月1日 | 1975年11月1日      |                        |      |
| 西加平二丁目 | にしかへい       | 1975年11月1日 | 1975年11月1日      |                        |      |
| 花畑一丁目   | はなはた         | 1978年2月1日  | 1978年2月1日       |                        |      |
| 花畑二丁目   | はなはた         | 1978年2月1日  | 1978年2月1日       |                        |      |
| 花畑三丁目   | はなはた         | 1978年2月1日  | 1978年2月1日       |                        |      |
| 花畑四丁目   | はなはた         | 1978年2月1日  | 1978年2月1日       |                        |      |
| 花畑五丁目   | はなはた         | 1978年2月1日  | 1978年2月1日       |                        |      |
| 花畑六丁目   | はなはた         | 1978年2月1日  | 1978年2月1日       |                        |      |
| 花畑七丁目   | はなはた         | 1978年2月1日  | 1978年2月1日       |                        |      |
| 花畑八丁目   | はなはた         | 1978年2月1日  | 1978年2月1日       |                        |      |
| 南花畑一丁目 | みなみはなはた   | 1978年2月1日  | 1978年2月1日       |                        |      |
| 南花畑二丁目 | みなみはなはた   | 1978年2月1日  | 1978年2月1日       |                        |      |
| 南花畑三丁目 | みなみはなはた   | 1978年2月1日  | 1978年2月1日       |                        |      |
| 南花畑四丁目 | みなみはなはた   | 1978年2月1日  | 1978年2月1日       |                        |      |
| 南花畑五丁目 | みなみはなはた   | 1978年2月1日  | 1978年2月1日       |                        |      |
| 六木一丁目   | むつぎ           | 1976年10月1日 | 1976年10月1日      |                        |      |
| 六木二丁目   | むつぎ           | 1976年10月1日 | 1976年10月1日      |                        |      |
| 六木三丁目   | むつぎ           | 1978年4月1日  | 1978年4月1日       |                        |      |
| 六木四丁目   | むつぎ           | 1978年4月1日  | 1978年4月1日       |                        |      |
| 谷中一丁目   | やなか           | 1978年4月1日  | 1978年4月1日       |                        |      |
| 谷中二丁目   | やなか           | 1978年4月1日  | 1978年4月1日       |                        |      |
| 谷中三丁目   | やなか           | 1978年4月1日  | 1978年4月1日       |                        |      |
| 谷中四丁目   | やなか           | 1978年4月1日  | 1978年4月1日       |                        |      |
| 谷中五丁目   | やなか           | 1978年4月1日  | 1978年4月1日       |                        |      |